# Négyszögöl (album)
A Négyszögöl a magyar Blind Myself együttes hatodik nagylemeze. Az album két éven át készült és dalait négy részletben tette ingyenesen letölthetővé a zenekar. Az első három dalt 2012. júliusában hozták ki, az utolsó adag pedig 2014. májusában került nyilvánosságra. Minden egyes dalhoz videóklip készült. Az album végül CD formátumban is megjelent további öt bónusz dallal kiegészítve.

## Az album dalai
Négyszögöl I. (2012)
1. Maradék
2. A Fekete lovag mindig győz!
3. Magyar világvége

Négyszögöl II. (2012)
1. Bizonyos szempontból gazdagok dala
2. Két karodban
3. Bírák

Négyszögöl III. (2013)
1. Diszkószám az éhezésről
2. Veszélyes hulladék
3. Az igazi szó

Négyszögöl IV. (2014)
1. Mindenkit un valaki
2. Tudod, hogy nincs bocsánat
3. Testem a vászon

Bónusz dalok a CD-kiadáshoz
1. Az Eddig ámene (bónusz dal)
2. Erőltetett menet (bónusz dal)
3. Járkálj csak halálraítélt (bónusz dal)
4. BreakUp (bónusz dal)
5. Grow and Rise (bónusz dal)

## Közreműködők
- Tóth Gergely – ének
- Édes Gergő – gitár
- Horváth István – gitár
- Ferich Balázs – basszusgitár
- Jankai Valentin – dob